# Orbaizeta
Orbaizeta, in basco, o Orbaiceta, in castigliano, è un comune spagnolo di 234 abitanti situato nella comunità autonoma della Navarra.
Questo comune viene citato in un libro di José Saramago, La zattera di pietra